# HBO Europe
Az HBO Europe egy európai prémium televíziós cég, amely különböző médiaszolgáltatásokat nyújt Magyarország, Csehország, Szlovákia, Lengyelország, Románia, Bulgária, Szerbia, Szlovénia, Horvátország, Észak-Macedónia, Montenegró, Bosznia-Hercegovina, Spanyolország, Portugália, Svédország, Norvégia, Dánia és Finnország területén.
Portfóliójába tartoznak magyar, cseh, lengyel, román, bolgár, horvát, szlovén, szerb és macedón nyelvű televíziós csatornák működtetése HBO és Cinemax márkanevek alatt, valamint az összes említett országban video on demand szolgáltatások fenntartása HBO Go márkanévvel.
A cég az amerikai anyacég, az HBO regionális alvállalata, amely a Warner Bros. Discovery tulajdonát képezi.
Az összesen tizenhat lineáris televíziós csatornát működtető cég székhelye Budapesten és Stockholmban található, a programmingért felelős osztály pedig Prágában. Emellett lokalizációkkal foglalkozó irodák találhatóak Belgrádban, Pozsonyban, Bukarestben, Koppenhágában, Helsinkiben, Lisszabonban, Madridban, Oslóban, Varsóban és Zágrábban.
Az HBO Europe a különböző tartalmak terjesztése mellett saját gyártású, eredeti sorozatok készítésével is foglalkozik, az eredeti tartalmak gyártását irányító székhelye Londonban van.

## Szolgáltatások
Az HBO Europe HBO, HBO 2, HBO 3, Cinemax és Cinemax 2 néven tart fent a közép-európai országokban prémium televíziós csatornákat, amelyeken exkluzív televíziós sorozatok mellett a mozikban frissen bemutatott közönségfilmeket és művészfilmeket adnak.
2011 óta az HBO Europe az HBO Go lokalizált változatával a közép- és észak-európai streamingpiac vezető szereplője. Portfóliója Finnországgal, Dániával, Svédországgal, Norvégiával, Spanyolországgal és Portugáliával egészült ki, ahol kizárólag az HBO Go márkanévvel van jelen.
Közép-Európában üzemelő szolgáltatásain összesen több, mint 5 000 000 előfizetőt számlál, ebből közel félmillió magyarországi.
A cég alapvetően két egységre bontható, a közép-európai és portugál streamingszolgáltatásokért és lineáris csatornákért felelős budapesti és prágai irányítású médiacsoportra, és a svéd vezetésű, stockholmi székhelyűre, amely az észak-európai országok és a spanyolországi HBO Go szolgáltatásaiért felel. A két egység különböző felületeket használ, a közép-európai és portugál érdekeltségek budapesti fejlesztésű Go-applikációt használnak, a spanyolországi és skandináv felület fejlesztése pedig Stockholmban történik. Országonként az elérhető tartalmak is eltérőek, de a közép-európai országok ugyanazokon a tartalmakon osztoznak, ahogy az észak-európaiak is.

## Üzemeltetett csatornák
A csatornák mindegyike a cseh médiahatóság felügyelete alatt áll. Minden csatorna elérhető HD és SD felbontásban. 

### HBO
| - HBO (magyar) - HBO (cseh) - HBO (lengyel) - HBO (román) - HBO (bolgár) - HBO (adriai - horvát/szlovén/szerb/macedón) - HBO 2 (magyar/cseh/román) | - HBO 2 (lengyel) - HBO 2 (adriai - horvát/szlovén/szerb/bolgár/macedón) - HBO 3 (magyar/cseh) - HBO 3 (lengyel) - HBO 3 (román) - HBO 3 (adriai - horvát/szlovén/szerb/bolgár/macedón) |

### Cinemax
| - Cinemax (magyar/cseh/román/horvát/szlovén/szerb/bolgár/macedón) - Cinemax (lengyel) | - Cinemax 2 (magyar/cseh/román/horvát/szlovén/szerb/bolgár/macedón) - Cinemax 2 (lengyel) |

## Saját gyártás
Az HBO Europe Közép-Európa legnagyobb sorozat- és filmgyártóinak egyike, a helyi produkciók fejlesztését - sokszor jól bejáratott, külföldi licenc alapján - nagyobb összegekkel támogatja. A saját gyártást igazgató vállalat, a londoni székhelyű HBO Europe Original Programming Ltd. a 2010-es évektől fejleszt közép-európai országokban játszódó sorozatokat és filmeket.
A fejlesztett sorozatokra jellemző, hogy nagyobb költségvetésből készülnek a közép-európai produkciók esetében megszokott mértéknél. A 2010-es évek elejétől cseh, magyar, román és lengyel eredeti sorozatokat kezdtek el terjeszteni az HBO Europe felületein, a közelmúltban pedig horvát produkciók gyártását is megkezdték.

### Horvátország
- Siker (2019)

### Csehország
- Olthatatlan (2013)
- A Terapeuta - A Terápia cseh változata (2011–2019)
- Szerelmes Prága (2014)
- Mamon (2015)
- Pusztaság (2016)
- Az alvók (2019)

### Magyarország
- Született lúzer (2007–2009)
- Társas játék (2011–2013)
- Terápia (2012–2017)
- Aranyélet (2015–2018)
- A besúgó (2022)

#### Dokumentumfilmek
- A Pierre Woodman-sztori (2009)
- Miss Plastic – A szikék szépe (2009)
- Láthatatlan húrok – A tehetséges Pusker nővérek (2010)
- Romazsaruk (2010)
- Varázslatos gladiátorok (2011)
- Egyéletes kaland (2011)
- Két világ közt (2011)
- Fehér kard (2012)
- Overdose: Vágta egy álomért (2013)
- Szerelempatak (2014)
- Reményvasút (2015)
- Seb (2015)
- Ütős csajok (2016)
- Ultra (2017)
- Csillagfény távolság (2019)
- Visszatérés Epipóba (2020)
- Anyáim története (2020)
- Dívák (2021)
- Cabin Pressure - Anya leszek csak azért is! (2025)

### Lengyelország
- Bez tajemnic (2011–2013)
- A falka (2014–2020)
- Pakt (2015–2016)
- Elvakít a fény (2018)

### Románia
- Szerelmes Bukarest (2013)
- Az árnyak (2014–)
- A néma völgy (2016)
- Hackerville (2018)
- Fekete pénz (2020)
- Ruxx (2022)
- Egy igazi énekes (2022)
- Kém/Mester (2023)

### Svédország
- Gösta (2019)
- Beartown (2019)
- Imádkozz, engedelmeskedj, ölj (2021)
- Vágy (2022-)

### Norvégia
- Előjegyzők (2019)
- Körvonalazó (2020)

### Spanyolország
- Az úttörő (2019)
- Élelmes szerelem (2019)
- Otthon (2020)
- Igy vagy úgy (2020)
- 0 szakasz (2020)
- Patria (2020)
- 30 érme (2020)

## Fordítás
Ez a szócikk részben vagy egészben  a   HBO Europe című angol Wikipédia-szócikk ezen változatának fordításán alapul.  Az eredeti cikk szerkesztőit annak laptörténete sorolja fel. Ez a jelzés csupán a megfogalmazás eredetét és a szerzői jogokat jelzi, nem szolgál a cikkben szereplő információk forrásmegjelöléseként.